# Голдман, Гари
Гэри Уэйн Голдман (англ. Gary Wayne Goldman, род. 17 ноября 1944 года) — американский кинопродюсер, режиссер, аниматор, сценарист и актёр дубляжа.

## Ранние годы
Голдман родился в Окленде, штат Калифорния, и вырос в Уотсонвилле, штат Калифорния. В юности он активно занимался спортом, был полузащитником в бейсболе и квотербеком в футболе, учился игре на фортепиано и увлекался рисованием. Прежде чем полностью посвятить себя искусству, он служил техником-электронщиком в ВВС США с 1962 по 1967 год, выполняя задания в Японии и Германии. Получил степень младшего специалиста по искусству в 1969 году в колледже Кабрильо, а в декабре 1971 года окончил Гавайский университет со степенью бакалавра изобразительных искусств в области натурного рисунка и истории искусств.

## Карьера
Он начал свою карьеру в анимации, когда присоединился к Walt Disney Productions в феврале 1972 года. Его первым проектом был мультфильм «Робин Гуд». Затем он работал вместе с Доном Блутом в качестве аниматора над мультфильмами «Винни-Пух, а с ним и Тигра!» и «Спасатели».
Из-за возникших разногласий Голдман вместе с Блутом и Помероем уволились из Walt Disney Productions, чтобы основать свою независимую анимационную студию Don Bluth Productions в 1979 году. Увольнение получило широкую огласку, и репортеры окрестили трио диснеевскими перебежчиками.
После ухода из Disney команда сняла несколько полнометражных фильмов, «Секрет крыс», который получил премию Сатурн в номинации Лучший анимационный фильм. В конце 1982 года композитор Джерри Голдсмит представил их режиссеру Стивену Спилбергу. Их первое сотрудничество со Спилбергом, производство которого началось в январе 1985 года, «Американский хвост», было выпущено в ноябре 1986 года и открыло новую эру успеха полнометражного анимационного фильма. Мультфильм стал самым кассовым анимационным фильмом на тот момент.
Работы Голдмана включают такие известные анимационные фильмы, как «Все псы попадают в рай», «Анастасия», «Земля до начала времён».
Голдман является членом Академии кинематографических искусств и наук с 1978 года.

## Личная жизнь
В 1968 году во время учёбы в колледже он женился на учительнице начальных классов Джанит Эйлин Брэнд. Они расстались в 1983 году и развелись в 1987 году. У них двое детей, Кип и Эндрю. Голдман повторно женился в конце 1988 года на кинорежиссере Кэти (Бассетт) Карр. Она и трое её детей Джон Карр, Джейсон Карр и Джоанна Карр переехали с ним в Дублин, Ирландия, в 1986 году. У них девять внуков.